# NGC 7353
NGC 7353 est une galaxie spirale située dans la constellation de Pégase. Cette galaxie a été découverte par l'astronome allemand Albert Marth en 1864. Sa vitesse par rapport au fond diffus cosmologique est de 6 968 ± 28 km/s, ce qui correspond à une distance de Hubble de 102,8 ± 7,2 Mpc (∼335 millions d'al).